# Ruslan Tleubayev
Rouslan Bakhytjanovitch Tleoubaïev - en russe : Руслан Бахытжанович Тлеубаев et en anglais : Ruslan Tleubayev -, né le 3 juillet 1987 à Almaty, est un coureur cycliste kazakh, professionnel entre 2013 et 2018.

## Biographie

### 2008: chez Ulan
Coureur de l'équipe kazakhe Ulan à partir de 2008, Ruslan Tleubayev n'obtient pas de grands résultats durant sa première saison avec cette équipe. Designé comme poisson-pilote de Valentin Iglinskiy lors des sprints, il se voit rarement désigné leader d'un sprint massif. Il ne peut que terminer à une 10e place lors de la 8e étape du Tour de Hainan. Malgré l'absence de résultat personnel, il permet à son leader, Valentin Iglinskiy, de décrocher quelques victoires : une étape du Tour du Loir-et-Cher ainsi que deux étapes sur le Tour de Navarre. 
À la fin de cette même année, l'équipe Ulan est dissoute et Tleubayev se retrouve sans équipe alors que plusieurs de ses équipiers (Andrey Zeits, Bolat Raimbekov, Sergey Renev, Valeriy Dmitriyev et Alexsandr Dyachenko) parviennent à se faire engager dans l'équipe ProTour Astana.

### 2009-2011
En 2009, Tleubeyav roule sous les couleurs de l'équipe nationale du Kazakhstan. Il finit deux fois troisième d'une course à étapes en Ouzbékistan mais aussi 4e d'une étape lors du Ronde de l'Isard d'Ariège 2009. 
La note la plus remarquée est sa 10e position du très convoité Giro del Belvedere. Lors de cette classique italienne, il est devancé par Sacha Modolo, Fabio Felline, Egor Silin, Leigh Howard et Peter Sagan : tous actuellement dans des équipes de renom. De nouveau, malgré ces honorables résultats, il ne trouve pas d'employeur. 
En 2010, Tleubayev a 23 ans. Toujours sous les couleurs de l'équipe nationale (avec entre autres son ancien coéquipier à Ulan, Aleksandr Chouchemoïne), il participe au mois de mars au Tour de Langkawi. Durant les étapes de plaines, il parvient à se placer dans le top 10 à quatre reprises, et à monter sur le podium lors de la première étape. Il enchaîne le mois suivant avec les championnats d'Asie sur route. Il y termine à la cinquième place derrière trois Iraniens, dont le vainqueur, Mahdi Sohrabi.
Tleubayev s'inscrit au Tour du lac Qinghai mais n'arrive toujours pas à gagner, malgré ses 3e, 4e et 5e positions lors de sprints massifs. Il finit deuxième lors de la neuvième et dernière étape. Fin septembre, sur le Friendship People North-Caucasus Stage Race, il remporte les 6e et 7e étapes au sprint (toutes deux arrivaient à Psebaï) et lève les bras pour la première fois de sa carrière après avoir terminé deuxième de la troisième étape.
Pour sa dernière course de la saison, Tleubayev se rend au Tour de Hainan. Il y acquiert quelques accessits et achève sa course à la septième position du classement général à 25 secondes de son ancien coéquipier à Ulan et vainqueur de la course, Valentin Iglinskiy.
Malgré sa bonne campagne majoritairement en Asie, il reste sans équipe pour 2011. Il s'impose sous les couleurs de l'équipe nationale sur la dernière étape du Grand Prix de Sotchi et termine 8e du classement général. Plus tard dans la saison, il termine sur la moins haute marche du podium lors du championnat national sur route, battu au sprint par Andrey Mizurov et Shushemoin. Il obtient, à partir du mois d'août, un contrat tant attendu en tant que stagiaire dans l'équipe Astana, et se retrouve aux côtés de son idole, Alexandre Vinokourov.

### 2012: Astana Continental
Il fait partie des coureurs qui rejoignent l'équipe continentale Astana Continental, réserve de l'équipe Astana du même nom. Il prévoit pour cette saison de courir de manière récurrente en Europe. 
Il ne tarde pas à trouver le chemin de la victoire, en s'imposant sur la Vuelta a la Independencia Nacional. Il collectionne ensuite les places d'honneurs sur le Tour de Normandie, le Circuit des Ardennes, la Tropicale Amissa Bongo ou encore Zellik-Galmaarden avant de lever les bras sur le sol italien à l'occasion de la Coppa della Pace et sur le renommé Girobio, où chaque année figurent de nombreux futurs coureurs professionnels. Après avoir terminé dix fois dans les dix premiers d'étapes sur le Tour du lac Qinghai, il s'impose au Tour Alsace à Huningue. Il signe en fin d'année dans l'équipe Astana.

### 2013-2018: Astana
Ruslan Tleubayev fait ses débuts professionnels avec Astana en février 2013 au Tour de Langkawi. L'année suivante, il est champion d'Asie sur route.
En 2014, il devient champion d'Asie sur route. En 2016, il gagne la deuxième étape du Tour de Hainan.
En octobre 2018, il arrête sa carrière de coureur après le Tour de Turquie

## Palmarès
- 2010
  - 6e et 7e étapes du Friendship People North-Caucasus Stage Race
- 2011
  - 5e étape du Grand Prix de Sotchi
  - 3e du championnat du Kazakhstan sur route
- 2012
  - 2ea étape de la Vuelta a la Independencia Nacional
  - Coppa della Pace
  - 3e étape du Girobio
  - 1re étape du Tour Alsace
- 2013
  - 3e du Tour d'Almaty
- 2014
  -  Champion d'Asie sur route
- 2016
  - 2e étape du Tour de Hainan

## Classements mondiaux
| Année                                 | 2010 | 2011 | 2012 | 2013 | 2014 | 2015 | 2016 | 2017  | 2018  |
| ------------------------------------- | ---- | ---- | ---- | ---- | ---- | ---- | ---- | ----- | ----- |
| UCI World Tour                        |      |      |      | nc   | nc   | nc   | nc   | 319e  | 262e  |
| Classement mondial                    |      |      |      |      |      |      | 654e | 1152e | 1215e |
| UCI Europe Tour                       | 891e | 739e | 104e |      |      |      | 976e | nc    | 1653e |
| UCI Asia Tour                         | 25e  | 65e  | 26e  |      |      |      | 195e | 288e  | 569e  |
| UCI America Tour                      | nc   | nc   | 116e |      |      |      | nc   | nc    | nc    |
| UCI Africa Tour                       | nc   | nc   | 50e  |      |      |      | nc   | nc    | nc    |
|                                       |      |      |      |      |      |      |      |       |       |
| Légende : nc = non classéSource : UCI |      |      |      |      |      |      |      |       |       |